# American Poet
American Poet är ett livealbum av den amerikanske rockmusikern Lou Reed, utgivet 2001. Inspelningen är dock tagen från hans tidiga solokarriär, gjord i december 1972 för ett radioprogram. Innan den officiella utgåvan hade flera bootlegversioner cirkulerat.
Materialet är hämtat från soloalbumen Lou Reed och Transformer samt från The Velvet Underground-tiden. Det innehåller även en kort intervju med Reed i vilken han bland annat uttrycker en förhoppning om att Velvet Underground-medlemmen Doug Yule är död, vilket han dock snart tar tillbaka.

## Låtlista
1. "White Light/White Heat" - 4:04
2. "Vicious" - 3:13
3. "I'm Waiting for My Man" - 7:14
4. "Walk It Talk It" - 4:04
5. "Sweet Jane" - 4:38
6. "Interview" - 5:01
7. "Heroin" - 8:34
8. "Satellite of Love" - 3:28
9. "Walk on the Wild Side" - 5:55
10. "I'm So Free" - 3:52
11. "Berlin" - 6:00
12. "Rock 'n' Roll" - 5:13